# Comté de Lumpkin
Pour les articles homonymes, voir Lumpkin.
Le comté de Lumpkin est un comté de Géorgie, aux États-Unis.
Le comté est situé dans les Montagnes Blue Ridge, la partie centrale nord de l'État de Géorgie. Son siège est Dahlonega. Le comté a été créé le 3 décembre 1832 et a été nommé d'après Wilson Lumpkin, gouverneur de l'État.

## Démographie
| 1840  | 1850  | 1860  | 1870  | 1880  | 1890  |
| ----- | ----- | ----- | ----- | ----- | ----- |
| 5 671 | 8 955 | 4 626 | 5 161 | 6 526 | 6 867 |

| 1900  | 1910  | 1920  | 1930  | 1940  | 1950  |
| ----- | ----- | ----- | ----- | ----- | ----- |
| 7 433 | 5 444 | 5 240 | 4 927 | 6 223 | 6 574 |

| 1960  | 1970  | 1980   | 1990   | 2000   | 2010   |
| ----- | ----- | ------ | ------ | ------ | ------ |
| 7 241 | 8 728 | 10 762 | 14 573 | 21 016 | 29 966 |

## Géolocalisation
| Comté de Fannin | Comté d'Union    |                |
| Comté de Dawson | Comté de Lumpkin | Comté de White |
|                 |                  | Comté de Hall  |